# NGC 4493/1
NGC 4493/1 је елиптична галаксија у сазвежђу Девица која се налази на NGC листи објеката дубоког неба.
Деклинација објекта је + 0° 36' 51" а ректасцензија 12h 31m 8,3s. Привидна величина (магнитуда) објекта NGC 4493 износи 14,1 а фотографска магнитуда 15,1. NGC 44931 је још познат и под ознакама MCG 0-32-17, CGCG 14-56, NPM1G +00.0376, PGC 41409.